# Пуллах
Пуллах (нім. Pullach) — громада в Німеччині, розташована в землі Баварія. Підпорядковується адміністративному округу Верхня Баварія. Входить до складу району Мюнхен.
Площа — 7,41 км2. Населення становить 8894 ос. (станом на 31 грудня 2020).

## Особи, пов'язані з Пуллахом
- Ганскарл фон Гассельбах — німецький медик, один з особистих лікарів Адольфа Гітлера. Помер у Пуллаху в 1981 році.